# 17167 Olgarozanova
17167 Olgarozanova è un asteroide della fascia principale. Scoperto nel 1999, presenta un'orbita caratterizzata da un semiasse maggiore pari a 2,4578917 au e da un'eccentricità di 0,1169930, inclinata di 2,70739° rispetto all'eclittica.